# 新峙駅
新峙駅（シンチえき）は大韓民国江原道旌善郡にかつて存在した韓国鉄道公社旌善線の駅である。廃止時期は不明である。

## 隣の駅
韓国鉄道公社
旌善線
仙坪駅 - 新峙駅 - 旌善駅